# Меса-Гранде
Руины Меса-Гранде — археологический памятник близ города Меса в штате Аризона, представляющий собой группу сооружений культуры Хохокам, относящихся к классическому периоду североамериканской хронологии. Руины датируются примерно 1300 годом. Культура Хохокам, создавшая эти сооружения, также известна постройкой развитой системы водных каналов. Примерно через два столетия после создания этих сооружений носители культуры были вынуждены переселиться на крайний юго-запад США вследствие экологического кризиса и одновременно наступившей сильной засухи. Эти руины — один из двух крупных сохранившихся памятников культуры Хохокам близ г. Финикс; вторым является Пуэбло-Гранде.
Меса-Гранде включён в Национальный реестр исторических мест в 1978 году: в то время он принадлежал автопромышленнику и политику Джеку Россу (1927—2013) и его супруге бывшей киноактрисе Акванетте (1921—2004). В начале или середине 1980-х годов пара развелась, Меса-Гранде отошёл Акванетте. В 1988 году она продала его городу Меса.
В настоящее время руины закрыты для публичного доступа, однако их можно увидеть через ограду. Аризонский музей естественной истории проводит археологическое исследование памятника, который вскоре может быть открыт для туристов. Руины сохранились в относительно хорошем состоянии.